# خاندا (شمشیر)
خاندا (به پنجابی: ਖੰਡਾ khaṇḍā)، شمشیر دو لبهٔ مستقیمی است که در آسیای جنوبی بکار می‌رود و معمولاً به عنوان نمادی مذهبی در هنرهایی که تاریخ هند را نمایش می‌دهند بکار رفته است. این شمشیر برای برخی به عنوان نماد شیوا مورد احترام است. این شمشیر در هنرهای رزمی راجپوت‌ها، سیک‌ها، مارات‌ها، اوریسان‌ها و دیگران بکار می‌رود.
نام اصلی این واژه در سانسکریت، khaḍga (به سانسکریت: खड्ग) یا khaṅga است که ریشه خاند به معنی شکستن، تقسیم کردن، بریدن و نابود کردن است. از واژه آسی در ریگ‌ودا برای نامیدن شمشیرهای اولیه در هند یا خنجرها و چاقوهای مقدس استفاده شده‌است.

## ویژگی‌ها
تیغه آن از دسته به سمت نوک شمشیر (که معمولاً کند است) پهن‌تر می‌شود. یکی از دو تیغه را معمولاً با صفحه‌های مقاوم تقویت می‌کنند که به وزن تیغه پایین‌رونده و برش بهتر آن کمک می‌کند. انتهای دسته معمولاً دایره‌ای و تخت است و میخی از آن بیرون زده‌است که از آن نیز می‌توان در ضربه زدن به حریف استفاده کرد.
راجپوت‌ها در هنگام نبرد معمولاً با هر دو دست خاندا را می‌چرخانند و در هنگام محاصره توسط تعداد زیادی از حریفان از این کار برای نبرد آخر و مرگ شرافتمندانه استفاده می‌کردند.